# Fossombronia
Fossombronia (deutsch Zipfelmoos) ist eine Gattung von Lebermoosen aus der Familie Fossombroniaceae.

## Merkmale
Die niederliegenden oder aufsteigenden Pflanzen sind einfach oder gabelig geteilt. Am mittleren fleischigen Stamm sind beiderseits die Blätter angeordnet. Diese Blätter können quadratisch, rechteckig oder unregelmäßig geformt sein, können unregelmäßig gelappt oder gezähnt sein und flach oder wellig bis kraus sein. Die großen, dünnwandigen Blattzellen enthalten zahlreiche kleine Ölkörper. Gametangien sitzen in der Mitte des Stammes in Nähe der Stammspitze.

## Systematik
Die Gattung Fossombronia besteht weltweit aus zirka 85 Arten.
In Deutschland, Österreich und der Schweiz vorkommende Arten sind:
- Fossombronia angulosa (in der Schweiz, Tessin)[2]
- Fossombronia caespitiformis (Schweiz, Tessin, 1 Fund)[3]
- Fossombronia fimbriata (Deutschland, Brandenburg, 1 Fund)
- Fossombronia foveolata
- Fossombronia incurva
- Fossombronia pusilla
- Fossombronia wondraczekii